# Bizzy
Bak Jun Young (hangeul: 박준영), mieux connu sous le nom de Bizzy (hangeul: 비지), est un rappeur basé en Corée du Sud et membre du trio de hip-hop MFBTY. Il est affilié au Yucka Squad de Yang Dong-geun et au crew hip-hop The Movement. Il est devenu plus connu lorsqu'il a commencé à se produire aux côtés de Tiger JK (du groupe Drunken Tiger) et qu'il a plus tard figuré dans le sixième album de Drunken Tiger.

## Biographie
Bizzy est né en Nouvelle-Zélande le 29 février 1980. À l'âge de sept ans, il déménage à Washington DC pour vivre avec sa tante. Durant son teps là-bas, il a été exposé au hip-hop de la East Coast par son oncle afro-américain et le reste de sa famille. En 1995, il étudie à une école de musique en Nouvelle-Zélande et applique son savoir lorsqu'il devient DJ dans des clubs locaux. Il a plus tard été reçu dans The School of Audio Engineering.
En 2001, il déménage en Corée du Sud et auditionne chez plusieurs labels. La plupart lui ont offert des positions de choriste et de rappeur pour des groupes pop. Il les a refusés car cela allait à l'encontre son but de devenir un rappeur. Durant ce temps, il rencontre Yang Dong Gun (YDG) et devient membre de son crew hip-hop Yucka Squad. Il a plus tard été initié au crew The Movement. Sean2Slow, un membre de The Movement, a observé que Bizzy était “toujours occupé”, d'où son nom de scène actuel.
En 2002, il enregistre la première chanson de sa carrière “We Movin’ In” que l'on retrouve dans l'album compilatif “The Konexion” du rappeur Smokie J. Il devient plus actif dans Yucka Squad, et est à la fois rappeur et DJ pour le groupe. Lorsque DJ Shine a quitté Drunken Tiger (DT), Tiger JK de DT a demandé à Bizzy d'occuper la place de DJ. Initialement, Bizzy rappait les paroles de DJ Shine sur scène, mais est plus tard devenu un coproducteur et figure sur le sixième album de Drunken Tiger. Il a signé chez Jungle Entertainment en 2006 et a sorti son propre EP “Bizzionary” en 2008.
En 2012, Bizzy enregistre sa première bande-son “Nu Hero” pour le drama Hero (où joue son ami YDG). Jusqu'à 2013, Bizzy était vu comme un artiste solo se produisant aux côtés de Drunken Tiger et Yoon Mi-Rae. Ils ont plus tard décidé de former le groupe MFBTY. Ils sortent leur premier mini-album digital “Sweet Dream” en janvier 2013.
MFBTY quittent leur ancien label Jungle Entertainment et forment le leur, Feel Ghood Music, en juillet 2013. MFBTY a été absorbé par le nom Drunken Tiger en septembre, suivi par la sortie du neuvième album de Drunken Tiger, “The Cure”.

## Importance en tant que parolier et artiste participatif
Alors que Bizzy est principalement connu comme un homologue de Drunken Tiger et MFBTY, il est aussi un parolier, producteur et artiste participatif prolifique. Aux débuts de sa carrière, il a collaboré avec le rappeur YDG pour ses trois premiers albums. Son affiliation avec YDG l'a conduit à travailler avec d'autres rappeurs de The Movement, le crew hip-hop de YDG, tels que Leessang, Jungin et Bobby Kim. Il a également travaillé avec des artistes non-hip-hop. En 2011, il collabore avec l'ex-membre des 2PM Jay Park pour la chanson “휵갔어”. Il aussi collaboré avec Son Hoyoung du groupe G.O.D, pour le single de la bande-son “Pretty But Hateful 예쁘고 미웠다”,.
Bizzy continue à écrire pour d'autres artistes et collaborer avec eux. Ses plus récentes sorties sont par exemple “Today is a Rainy Day” de Yoon Gun, “Goodbye My Love” de Kim Wan Sun et “Without You Now” de Yuna Kim.

## Discographie

### EPs
| Titre      | Détails sur l'album                          | Liste des pistes |
| ---------- | -------------------------------------------- | --- |
| Bizzionary | Sortie: 27 juin 2008 Label: Feel Ghood Music | 1. Change (ft. YDG) 2. 그래 (춤 못 추는 사람을 위해 만든 노래) 3. All In (ft. Jinbo) 4. 헤어진 다음날 (ft. Lee Hyun-woo) 5. Day & Night (ft. Yoon Mi-rae) 6. Bam (ft. Nan-A) 7. 음악은 타임머신 8. MOVEMENT4 (꺼지지 않는 초심) |

### Singles
- "검은머리 파뿌리" (ft. BUMZU) (2016)

### En tant qu'artiste participatif
- Shawty (ft. Bizzy & J-Dogg) - Dok2
- One Penny - Dynamic Duo
- Pretty But Hateful 예쁘고 미웠다 - 손호영
- 차우차우 (ft. Bizzy) - 윤건
- Set Me Free - 김준수
- Am I (ft. Bizzy, B-Free) - 리쌍
- 일터 (ft. Bizzy) - 리쌍
- Just The Two Of Us (ft. 이정, Bizzy) - YDG
- 끄더겨 (ft. Bizzy)  - YDG
- Chilly (ft. Bizzy)  - YDG
- 29 Shit (ft. Bizzy, LEO) - YDG
- BURRRR (ft. YDG, Bizzy, YANGGNAG)
- 그래 나를 믿자 (City Hall 시티 홀OST) - 정인
- Coffee Break - B-Free
- 오늘은 Rainy Day (ft. Bizzy) [Album - Autumn Play] - 윤건
- Smokie J - Players (ft. 도끼,비지,더블케이,쥬비)
- River To Ocean - 리쌍
- I Need a Beat (ft. Minos, Bizzy-B, MC Meta) - Nuoliance
- 기적 -  박정현
- 24/7 -  Bobby Kim
- 휵갔어 - Jay Park
- 술보다 못한 여자 - Leo Kekoa
- 죽기 전까지 날아야 하는 새 (To. Bizzy) (ft. 강산에, Bizzy) - 리쌍
- 콧구멍스 (ft. By Bizzy) - YDG
- Highlight (ft. Bizzy) - 이효리
- Memory (ft. Bizzy) - 이효리
- Tonight (ft. Bizzy) - 소울라임
- Damn U (ft. Bizzy B) - Double K
- 다시 (ft. Bizzy) - 존박
- Without You Now - Yuna Kim (en tant que membre de MFBTY)
- 이유 같지 않은 이유 (ft. Bizzy) - 김경호

## Prix et nominations
- 2013 Eat Your Kimchi Web awards “Meilleur clip hip-hop” - “The Cure” (en tant que membre de MFBTY/Drunken Tiger)[12]